# Miklóstelep (Budapest)
Miklóstelep Budapest XVIII. kerületének egyik városrésze. Itt található a Lőrinci temető, a Szac futball pályája, és régen az Erdért Rt. telephelye, amit mára már leromboltak. Csöndes környék, csak családi házakból áll.

## Fekvése
- Határai: A MÁV szolnoki vonala a Thököly úttól – iparvágány a Május 1. tértől – Üllői út – Thököly út a  MÁV szolnoki vonaláig.

## Története
Pestszentlőrincen Szemere Miklós birtokán alakult ki ez a városrész, ezért az ő keresztnevét viseli. (Szemere Miklósra utal még a Szemeretelep neve is.) Mivel főleg az első világháború hadirokkantjai vásároltak itt házhelyet, a telepet egy időben Rokkanttelepnek nevezte a köznyelv.